# Gornja Gračenica
Gornja Gračenica falu Horvátországban, Sziszek-Monoszló megyében. Közigazgatásilag Popovača községhez tartozik.

## Fekvése
Monoszló területén, Sziszek városától légvonalban 27, közúton 33 km-re északkeletre, községközpontjától légvonalban 8, közúton 11 km-re délkeletre a Monoszlói-hegység délnyugati lejtőin, a Gračenica-pataktól délre fekszik. Itt halad át a Popovačáról Kutenyára vezető út.

## Története
A település a már régebb óta létező Gračenica falu hegyi részeiből keletkezett a 19. század második felében. Ezen a területen már 1701-ben írtak össze lakosságot. 1890-ben 58, 1910-ben 526 lakosa volt. Belovár-Kőrös vármegye Krizsi, majd Kutenyai járásához tartozott. 1918-ban az új szerb-horvát-szlovén állam, majd később Jugoszlávia része lett. A második világháború idején a Független Horvát Állam része volt. 1991. június 25-én a független Horvátország része lett. A településnek 2011-ben 954 lakosa volt.

## Népesség
| Lakosság változása | Lakosság változása | Lakosság változása | Lakosság változása | Lakosság változása | Lakosság változása | Lakosság változása | Lakosság változása | Lakosság változása | Lakosság változása | Lakosság változása | Lakosság változása | Lakosság változása | Lakosság változása | Lakosság változása | Lakosság változása |
| ------------------ | ------------------ | ------------------ | ------------------ | ------------------ | ------------------ | ------------------ | ------------------ | ------------------ | ------------------ | ------------------ | ------------------ | ------------------ | ------------------ | ------------------ | ------------------ |
| 1857               | 1869               | 1880               | 1890               | 1900               | 1910               | 1921               | 1931               | 1948               | 1953               | 1961               | 1971               | 1981               | 1991               | 2001               | 2011               |
| 0                  | 0                  | 0                  | 58                 | 82                 | 526                | 343                | 436                | 1.003              | 1.006              | 980                | 959                | 913                | 983                | 971                | 954                |

## Nevezetességei
Szent Márton tiszteletére szentelt modern római katolikus temploma.